# Ondřej Bot z Bajny
Ondřej Bot z Bajny (chorvatsky Andrija Bot od Bajne, maďarsky bajnai Both András, ? – 13. září 1511) byl maďarský šlechtic z rodu Bothů. Opakovaně sloužil jako bán Chorvatů, Slavonie a Dalmácie.

## Život
Byl členem Černé armády krále Matyáše Korvína. Zvítězil v bitvě u Rijeky (1474). V roce 1483 je zmiňován jako főispán – vrchní župan (supremus comes) Užské a Zemplínské župy. Byl také správcem Zalanské župy, guvernérem pevnosti a města Záhřebu (1489), kapitána měst Senj a Montigrecensis, Medvedgradu ad. 
V letech 1487–1490 byl chorvatským bánem  a poté v roce 1482, dále v letech 1504–1507, poté znovu v letech 1510–1511 bánem království Chorvatska, Slavonska a Dalmácie (regnorum Dalm. Chorvat. et Sclauoniae banus) a v této funkci zemřel. 
Taktéž jeho bratr Jan Bot z Bajny působil jako bán v roce 1493. Byl ženatý s Annou Čákovou.